# Jacob Black
Jacob Black is een van de hoofdpersonen uit de boekenreeks Twilight, geschreven door Stephenie Meyer. Hij is de zoon van Billy Black. Zijn moeder Sarah is overleden. Hij heeft ook twee oudere tweelingzussen: Rachel en Rebecca. Ook heeft hij een verloren zusje: Rachelle, die is omgekomen samen met het auto-ongeluk van zijn moeder.
Jacob is een lid van de Quileute-indianenstam en woont in La Push, een dorp langs de Stille Oceaankust in de staat Washington, nabij Forks.
In het boek Twilight geeft hij Bella het idee dat Edward een vampier is. Oorspronkelijk was dit Jacobs enige rol in de boeken. Maar Stephenie Meyer vond Jacob zo'n geslaagd personage dat ze hem een grotere rol wilde geven in het boek Nieuwe maan. In het boek Nieuwe maan krijgt Jacob het vermogen zich in een wolf te veranderen als hij boos is of wanneer hij het nodig heeft. In New Moon wordt hij Bella's beste vriend na Edwards vertrek. In Eclipse komt Bella erachter dat ze ook verliefd is op Jake. In het vierde boek van de Twilightserie, Morgenrood, blijkt Jacob in te prenten met Bella's dochter: Renesmee Cullen of Nessie. Dit betekent dat ze zielsverwanten zijn. Voor hij inprent met Bella's dochter ziet hij het helemaal niet zitten dat Bella zwanger is van een vampier. Wanneer hij teruggaat naar zijn roedel lezen deze in zijn gedachten dat Bella zwanger is, wat ze natuurlijk helemaal niet oké vinden. Ze willen het kind vermoorden, maar moeten daarom ook Bella vermoorden. Jacob is het hier niet mee eens en neemt zijn rol als alfa op, hij laat de roedel achter zich en gaat de Cullens beschermen. Seth en Leah Clearwater vergezellen hem aan zijn flanken kort hierna. Later komen ook Quil en Embry bij hem. Hij heeft nu een nieuwe roedel, met deze roedel zal hij de Cullens beschermen tot ze geen bescherming meer nodig hebben.
In de film Twilight wordt zijn rol vertolkt door Taylor Lautner. In de film New Moon vertolkt hij deze rol weer. De regisseur zocht oorspronkelijk een andere acteur voor de rol, omdat Jacob een grote gedaanteverandering doormaakte in New Moon. Taylor Lautner wilde deze rol zo graag dat hij tegen de regisseur zei: "Ik ben onmiddellijk na de opnames van Twilight begonnen te trainen en ben al veel gespierder. Geef me nog een maand en ik ben dubbel zo gespierd als ik nu ben." Om deze reden heeft Taylor de rol gekregen. In Eclipse herneemt Taylor Lautner zijn rol als Jacob Black.